# コペンハーゲン空港
コペンハーゲン空港（コペンハーゲンくうこう、デンマーク語: Københavns Lufthavn, Kastrup、英: Copenhagen Airport）は、デンマーク王国の首都コペンハーゲン近郊の町トーンビューにある空港。コペンハーゲンの中心部からは南東に8キロメートル、アマー島内に位置する。
もともとは所在地の地名からカストルプ空港と名付けられた。同じくコペンハーゲン郊外にあるロスキレ空港（Københavns Lufthavn, Roskilde）と区別するために、現在でもカストルプ空港と呼ばれることが多い。
コペンハーゲン周辺や対岸スウェーデンのマルメなどを含むエーレスン地域へのアクセス空港であるとともに、ヨーロッパのハブ空港の1つである。2019年の旅客数は約3025万人で、北欧諸国の空港で1位、ヨーロッパ内でも17位だった。その大多数は国際線の利用者である。
スウェーデンのストックホルム-アーランダ空港やノルウェーのオスロ空港と並んで、スカンジナビア航空（SAS）の拠点空港であり、長距離国際線の大部分はコペンハーゲン発着となっている。日本へも東京国際空港(羽田)への直行便が就航している。
コペンハーゲン空港およびロスキレ空港は、半官半民のコペンハーゲン空港会社(Københavns Lufthavne A/S)が運営している。株式の5割強をオーストラリアマッコーリー銀行グループが保有しており、このうちMAp Airport社の持ち分が全体の3割、残りはグループの運営するファンドの持ち分である。デンマーク政府の持ち分は全体の4割ほどである。

## 歴史
1925年4月20日カストルプ空港として開港。木造のターミナル、水上機の着水面、滑走路として使える牧草地を備えた、当時世界でも珍しい民間用の空港だった。次第に増加する需要に対応するため、1939年にヴィルヘルム・ラウリッツェン（Vilhelm Lauritzen）が設計した新しいターミナルが落成する。1947年1月26日、KLMのストックホルム行きDC-3が事故を起こし、スウェーデン王子グスタフ・アドルフやアメリカの女優グレース・ムーアを含む22名が死亡した。1956年ジェット機に対応するための拡張計画が始動し、1960年には現在のターミナル2が開業する。さらなる拡張計画は地元の反対により難航したが、1969年には現在のターミナル1が開業し、ターミナル2も拡張された。1969年、議会は沖合のサルトホルム島（16km2）に移転拡張する計画を可決したが、オイルショックなどの影響で延期され1979年に破棄された。ターミナル3などを含む代わりの拡張計画が1982年に始動し、1998年までにほぼ完成した。1990年民営化され、株式の一部は1994年、1996年、2000年に段階的に売却された。2000年にエーレスンド橋が完成し、鉄道や道路が対岸のスウェーデンと接続された。2001年にターミナル直結のヒルトンホテルが開業し、2007年にはコペンハーゲン地下鉄が乗り入れた。

## 施設

全体図

### 滑走路
同時発着可能な平行滑走路2本(04/22)に加え、やや短い横風用滑走路1本(12/30)を備える。全て計器着陸装置を備えているが、このうち22LについてはカテゴリーIIIとなっている。横風用滑走路はコペンハーゲン市街を向いているが、市街上空を通過する形での運用は避けられている。

### 旅客ターミナル

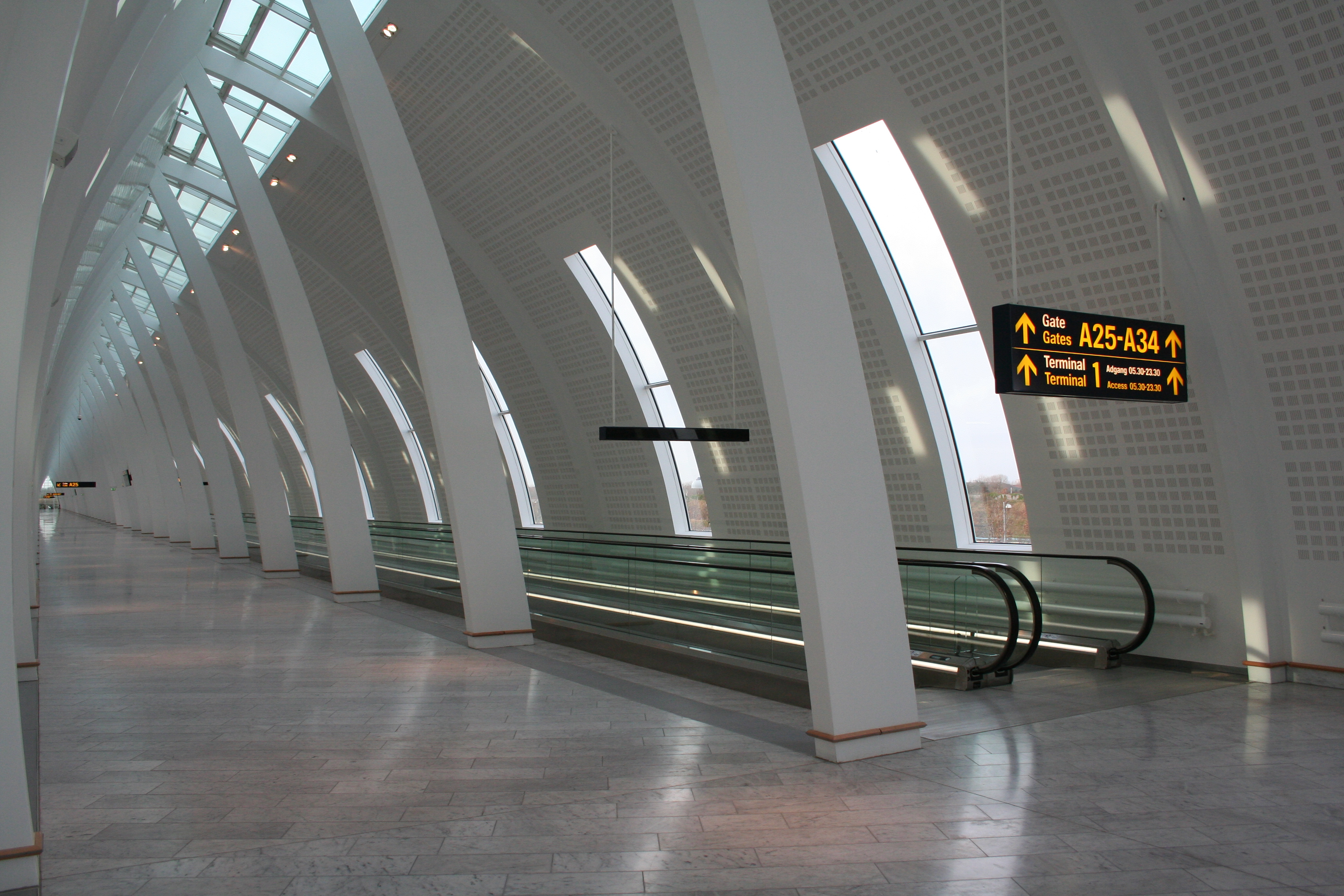
ターミナル 1への連絡通路
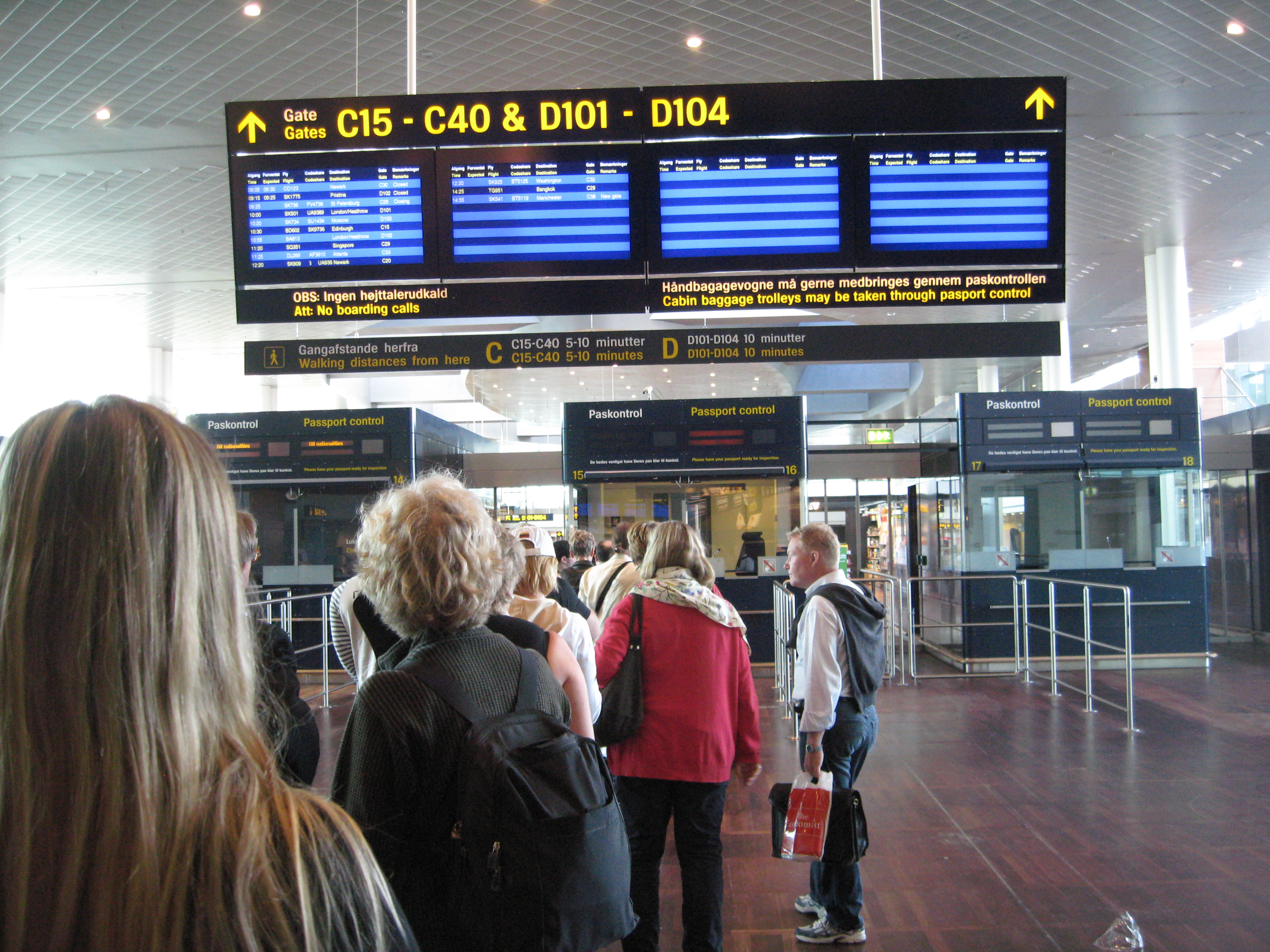
ターミナル3の出入国審査

主なターミナルは3つあり、そのうちターミナル1は国内線、ターミナル2とターミナル3は国際線で利用されている。ターミナルビルはいずれも大部分がヴィルヘルム・ラウリッツェン(Vilhelm Lauritzen)およびラウリッツェン社による設計である。北欧風デザインの明るいインテリアと木の空間が特徴。乗り換えの便利さと充実したショッピングモールもある。各ターミナルや駐車場を結ぶ無料のシャトルバスが運行されている。
ターミナル 1
1969年落成（ラウリッツェン社設計）、1989年増築（KHRAS社設計）。搭乗口A25-A34。
ターミナル 2
1960年落成、12500平方メートル（ラウリッツェン社設計）。ターミナル3ができるまでは全ての国際線がこのターミナルを利用していた。主にシェンゲン協定域内路線で使われており、SAS運航便は搭乗口B2-B19、他社便は搭乗口A2-A24が用いられている。
ターミナル 3
1998年落成、44000平方メートル（ラウリッツェン社ほか設計）。ターミナル2とは一体化している。デンマーク国鉄およびコペンハーゲン地下鉄の駅がある。シェンゲン協定域外路線では搭乗口C15-C40とD101-D104が利用され、空港内のほかの区域との境で出入国審査が行われる。シェンゲン域外区域には店舗などがほとんどない。搭乗口C2-C10とD1-D6については出入国審査がない。
CPH Go
2010年10月31日開業の格安航空会社向けのターミナル（ラウリッツェン社設計）。搭乗口F1-F10。
ヴィルヘルム・ラウリッツェン・ターミナル
1939年落成、約4000平方メートル。ラウリッツェン設計による最初のターミナルで、デンマーク近代建築の代表作のひとつとされている。1960年に現在のターミナル2が開業するまで使用されていた。ターミナル3を含む拡張計画に伴い、1999年に増改築部分を撤去して空港西部に移築され、その後当初の姿に再現された。現在はコペンハーゲン空港会社がオフィスとして使用しているほか、国賓接遇の場として利用されている。
- ターミナル 1への連絡通路
- ターミナル3の出入国審査

## 就航路線

### 国内線
かつて国内線はターミナル1から発着していたが、2015年より国際線と一元化している。なおデンマーク自治領であるグリーンランド（エア・グリーンランド）やフェロー諸島（アトランティック・エアウェイズ）への路線については国際線の項を参照。
| 航空会社                         | 就航地                       | ターミナル |
| -------------------------------- | ---------------------------- | ---------- |
| スカンジナビア航空               | オーフス、オールボー、ビルン | 3          |
| ダニッシュ・エア・トランスポート | カーロプ、ボーンホルム島     | 3          |
| アルジー・エクスプレス           | スナボー                     | 3          |
| ノルウェー・エアシャトル         | オールボー                   | 2          |

### 国際線
ターミナル2またはターミナル3から発着する。表中に示した番号はチェックイン・カウンターの所在であり、保安検査や手荷物受取所などは一元化されている。
| 航空会社                                     | 就航地 | ターミナル |
| -------------------------------------------- | --- | ---------- |
| ダニッシュ・エア・トランスポート             | 季節チャーター便 東欧:ブルガス 南欧:カルパトス、ケファロニア、コルフ、フエルテベントゥラ、プレベザ/レフカダ、ラルナカ、ランサローテ 北アフリカ:シャルム・エル・シェイク、フルガダ 中東:アンタルヤ | 2          |
| ジェットタイム                               | 季節チャーター便 東欧:スプリト、ティヴァト、プーラ 南欧:カターニア、グラン・カナリア、コルフ、サモス、テネリフェ・スール、フエルテベントゥラ、フンシャル、ランサローテ、ロドス 北アフリカ:フルガダ | 2          |
| エア・グリーンランド                         | カンゲルルススアーク, ヌーク 季節運航:ナルサルスアーク | 2          |
| アトランティック・エアウェイズ               | ヴォーアル 季節運航:ヴァスティア 季節チャーター便 中欧:インスブルック 南欧:シティア、ヨアニア | 2          |
| ノヴエア                                     | 季節チャーター便:フルガダ | 2          |
| TUIフライ・ノルディック                      | 季節チャーター便 南欧:アルゲーロ、グラン・カナリア、コス、ザキントス、ハニア、パルマ・デ・マヨルカ、ラルナカ、ロドス 西アフリカ:サル、ボア・ヴィスタ 中東:アンタルヤ | 2          |
| ノルウェー・エアシャトル                     | 北欧:オスロ/ガーデモエン、ストックホルム/アーランダ、ヘルシンキ、ベルゲン、リガ 西欧:アムステルダム、エディンバラ、ニース、パリ/オルリー、ロンドン/ガトウィック 東欧:ブダペスト 中欧:クラクフ、プラハ、ベルリン/シェーネフェルト、ミュンヘン(2019年10月31日就航予定) 南欧:アリカンテ、グラン・カナリア、テネリフェ・スール、バルセロナ、パルマ・デ・マヨルカ、フエルテベントゥラ(2019年10月28日就航予定)、フンシャル、マドリード、マラガ、リスボン、ローマ/フィウミチーノ 北アフリカ:マラケシュ 東南アジア:クラビー、バンコク/スワンナプーム 中東:アンマン/クィーンアリア(2019年10月27日運航終了予定)、テルアビブ/ベン・グリオン 季節運航 西欧:ヴァスティア、グルノーブル、ダブリン、モンペリエ 東欧:ヴァルナ、ザグレブ、スプリト、ティラナ、ドブロブニク、プリシュティナ、ブルガス 中欧:ザルツブルク、ジュネーヴ 南欧:アテネ、イビサ、イラクリオン、ヴェネツィア、オルビア、カターニア、コス、コルフ、ハニア、ピサ、ファロ、マルタ、ラルナカ、ロドス 北アフリカ:アガディール 北米:オークランド、オーランド、ニューヨーク/JFK、フォートローダーデール、ロサンゼルス 中東:ドバイ/国際 | 2          |
| フィンエアー                                 | ヘルシンキ | 2          |
| ノルディカ                                   | タリン(2019年10月26日運航終了予定) | 2          |
| エア・バルティック                           | タリン、リガ | 2          |
| ブリティッシュ・エアウェイズ                 | ロンドン/ヒースロー | 2          |
| TUIエアウェイズ                              | 季節チャーター便 東アフリカ:モーリシャス 中南米:カンクン カリブ海:プエルトプラタ、プンタ・カナ 東南アジア:クラビー、プーケット、フーコック | 2          |
| イージージェット                             | 西欧:エディンバラ、ナント、パリ/シャルル・ド・ゴール、ブリストル、マンチェスター、リヨン、ロンドン/ガトウィック 中欧:ベルリン/シェーネフェルト、ベルリン/テーゲル 南欧:ミラノ/マルペンサ 季節運航 北欧:エステルスンド 南欧:ヴェネツィア | 2          |
| Jet2.com                                     | 季節運航:ニューカッスル・アポン・タイン、リーズ/ブラッドフォード | 2          |
| ライアンエアー                               | 北欧:カウナス 西欧:エディンバラ、ダブリン、ブリュッセル/シャルルロワ、ボルドー、リバプール、ロンドン/スタンステッド、ロンドン/ルートン 中欧:グダニスク、クラクフ、ケルン/ボン、ニュルンベルク(2019年10月30日就航予定)、プラハ 東欧:ブダペスト 南欧:アリカンテ、セビリア(2019年10月26日運航終了予定)、テッサロニキ、ベルガモ、ボローニャ、マドリード、マラガ、ローマ/チャンピーノ 季節運航 西欧:ロンドン/サウスエンド 東欧:ザダル 南欧:テネリフェ・スール(2020年1月9日運航終了予定)、ナポリ、バレンシア、ポルト | 2          |
| KLMオランダ航空                              | アムステルダム | 2          |
| AIS エアラインズ                             | フローニンゲン、ミュンスター/オスナブリュック | 2          |
| トランサヴィア                               | アイントホーフェン | 2          |
| ブリュッセル航空                             | ブリュッセル | 2          |
| ルクスエア                                   | ルクセンブルク | 2          |
| ルフトハンザドイツ航空                       | フランクフルト、ミュンヘン | 2          |
| ユーロウイングス                             | デュッセルドルフ | 2          |
| オーストリア航空                             | ウィーン 季節運航:インスブルック | 2          |
| スイス インターナショナル エアラインズ       | チューリッヒ | 2          |
| イージージェット スイス                      | 西欧:バーゼル/ミュールーズ 中欧:ジュネーヴ | 2          |
| ラウダ                                       | ウィーン、デュッセルドルフ 季節運航:シュトゥットガルト | 2          |
| LOTポーランド航空                            | ワルシャワ/ショパン | 2          |
| チェコ航空                                   | 北欧:レイキャヴィーク 中欧:プラハ | 2          |
| ウィズエアー                                 | 東欧:ヴァルナ、キーウ/ジュリャーヌィ、スコピエ、ソフィア、リヴィウ 西アジア:クタイシ | 2          |
| クロアチア航空                               | ザグレブ 季節運航:スプリト | 2          |
| エア・セルビア                               | ベオグラード | 2          |
| エーゲ航空                                   | アテネ 季節運航:イラクリオン、カラマタ、ロドス | 2          |
| モンテネグロ航空                             | 季節運航:ティヴァト、ポドゴリツァ | 2          |
| ブルーエア                                   | ブカレスト | 2          |
| アエロフロート・ロシア航空                   | モスクワ/シェレメーチエヴォ | 2          |
| ウクライナ国際航空                           | キーウ/ボルィースピリ | 2          |
| ブルガリア航空                               | 季節チャーター便:ブルガス | 2          |
| ブルガリア・エア・チャーター                 | 季節チャーター便:ヴァルナ | 2          |
| BHエア                                       | 季節チャーター便:ブルガス | 2          |
| エールフランス                               | パリ/シャルル・ド・ゴール 季節運航:トゥールーズ | 2          |
| ITAエアウェイズ                              | ミラノ/リナーテ、ローマ/フィウミチーノ | 2          |
| ブエリング航空                               | 西欧:パリ/シャルル・ド・ゴール 南欧:バルセロナ 季節運航:フィレンツェ | 2          |
| イベリア・エクスプレス                       | マドリード | 2          |
| エア・ヨーロッパ                             | 季節運航:マドリード | 2          |
| コレンドン航空ヨーロッパ                     | 季節運航:ハニア、ロドス | 2          |
| ヌーベルエア                                 | 季節運航:モナスティル | 2          |
| ロイヤル・エア・モロッコ                     | カサブランカ | 2          |
| エア・アラビア・モロッコ                     | アガディール | 2          |
| デルタ航空                                   | 季節運航:ニューヨーク/JFK | 2          |
| エア・カナダ                                 | トロント/ピアソン | 2          |
| 中国国際航空                                 | 北京/首都 | 2          |
| 中国東方航空                                 | 上海/浦東(2025年7月17日より運航開始予定) | 2          |
| 四川航空                                     | 北欧:ヘルシンキ 東アジア:成都 | 2          |
| シンガポール航空                             | シンガポール | 2          |
| エア・インディア                             | デリー | 2          |
| パキスタン国際航空                           | イスラマバード、ラホール | 2          |
| エミレーツ航空                               | ドバイ/国際 | 2          |
| イラク航空                                   | ナジャフ、バグダード、バスラ | 2          |
| カタール航空                                 | ドーハ | 2          |
| ターキッシュ エアラインズ                    | イスタンブール 季節運航:アンカラ、コンヤ | 2          |
| ペガサス航空                                 | イスタンブール/サビハ・ギョクチェン 季節運航:アンタルヤ | 2          |
| ロイヤル・ヨルダン航空                       | アンマン/クィーンアリア | 2          |
| ミドル・イースト航空                         | ベイルート | 2          |
| スカンジナビア航空                           | 北欧:ヴィリニュス、ヴォーアル、オスロ/ガーデモエン、スタヴァンゲル、ストックホルム/アーランダ、タリン、トロンハイム、パランガ、ベルゲン、ヘルシンキ、イェーテボリ、レイキャヴィーク、ヌーク 西欧:アバディーン、アムステルダム、ダブリン、ニース、バーミンガム、パリ/シャルル・ド・ゴール、ブリュッセル、マンチェスター、ロンドン/スタンステッド、ロンドン/ヒースロー 東欧:ブカレスト 中欧:ウィーン、ヴロツワフ、グダニスク、クラクフ、シュチェチン、シュトゥットガルト、ジュネーヴ、デュッセルドルフ、チューリッヒ、ハノーファー、ハンブルク、プラハ、フランクフルト、ベルリン/テーゲル、ポズナン、ミュンヘン、ワルシャワ/ショパン 南欧:アテネ、ヴェネツィア、グラン・カナリア、パルマ・デ・マヨルカ、ファロ、ボローニャ、マラガ、ミラノ/マルペンサ、ローマ/フィウミチーノ 北米:サンフランシスコ、シカゴ/オヘア、ニューアーク、ロサンゼルス(2020年1月13日再開予定)、ワシントン/ダレス 東アジア:上海/浦東、東京/羽田、北京/首都、香港 中東:ガーズィパシャ、ベイルート 季節運航 北欧:オーレセン、セーレン・トリシル(2019年12月29日就航予定)、トロムソ 西欧:エディンバラ、ニューキー、ビアリッツ、マルセイユ、モンペリエ 中欧:ザルツブルク 東欧:スプリト、ドブロブニク、プーラ、プリシュティナ 南欧:アリカンテ、カターニア、ジェノヴァ、テッサロニキ、テネリフェ・スール、トリノ(2019年12月21日就航予定)、ナポリ、ハニア、バルセロナ、パレルモ、ピサ、フィレンツェ、フエルテベントゥラ、マルタ、リスボン 北米:ボストン、マイアミ 季節チャーター便 南欧:イラクリオン、コス、ザキントス、サモス、サントリーニ、スキアトス、パルマ・デ・マヨルカ、ロドス 中東:ガーズィパシャ、ダラマン | 3          |
| BRA ブラーテンス・リージョナル・エアラインズ | 季節チャーター便 東欧:スプリト、ティラナ | 3          |
| ヴィデロー航空                               | クリスチャンサン、サンデフィヨルド | 3          |
| アイスランド航空                             | レイキャヴィーク | 3          |
| TAPポルトガル航空                            | リスボン | 3          |
| アドリア航空                                 | リュブリャナ | 3          |
| エジプト航空                                 | カイロ | 3          |
| タイ国際航空                                 | バンコク/スワンナプーム 季節運航:プーケット | 3          |
| ベトナム航空                                 | ホーチミン(2025年12月15日より運航開始予定) | 不明       |

### 貨物便
| 航空会社                     | 就航地 |
| ---------------------------- | --- |
| ウエスト・エア・スウェーデン | ヘルシンキ |
| DHLエアUK                    | 北欧:オスロ/ガーデモエン、ストックホルム/アーランダ 西欧:イースト・ミッドランズ 中欧:ライプツィヒ/ハレ 南欧:マドリード                           |
| フェデックス・エクスプレス   | パリ/シャルル・ド・ゴール |
| LATAMカーゴ ブラジル         | カンピーナス |
| 中国貨運航空                 | 上海/浦東 |
| エミレーツ・スカイカーゴ     | 北米:アトランタ、コロンバス/リッケンバッカー、シカゴ/オヘア、ヒューストン、ロサンゼルス 中南米:メキシコ・シティ 中東:ドバイ/アール・マクトゥーム |

## アクセス

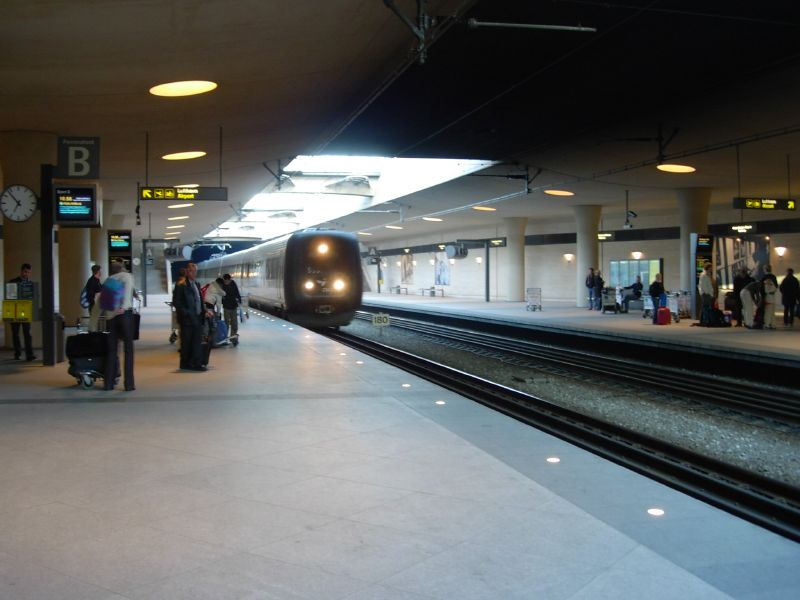
デンマーク国鉄の空港駅

コペンハーゲンの中心部から南東8キロメートルに位置している。空港そばに対岸スウェーデンとを結ぶエーレスンド橋が架けられており、スウェーデン南部の諸都市からのアクセスも良い。
デンマーク国鉄
ターミナル3地下にコペンハーゲンやヘルシンオアとスウェーデンとを結ぶエーレスン線（Øresundstog）の駅がある。コペンハーゲン中央駅から約15分、スウェーデン第3の都市マルメから約40分である。
コペンハーゲン地下鉄
ターミナル3の上に地下鉄M2系統の高架駅がある。コペンハーゲン市街地中心（Nørreport 駅、Kongens Nytorv 駅など）から約15分。
バス
市バスの5A、35、36、96N系統などでコペンハーゲン中心部から約30分。ヨーテボリ経由オスロ行きや、ストックホルム経由ウプサラ行きといった長距離国際バスも乗り入れている。
自動車
デンマークを東西に横断する欧州自動車道路が通っており、エーレスンド橋でスウェーデンに通じている。